# Kinnie

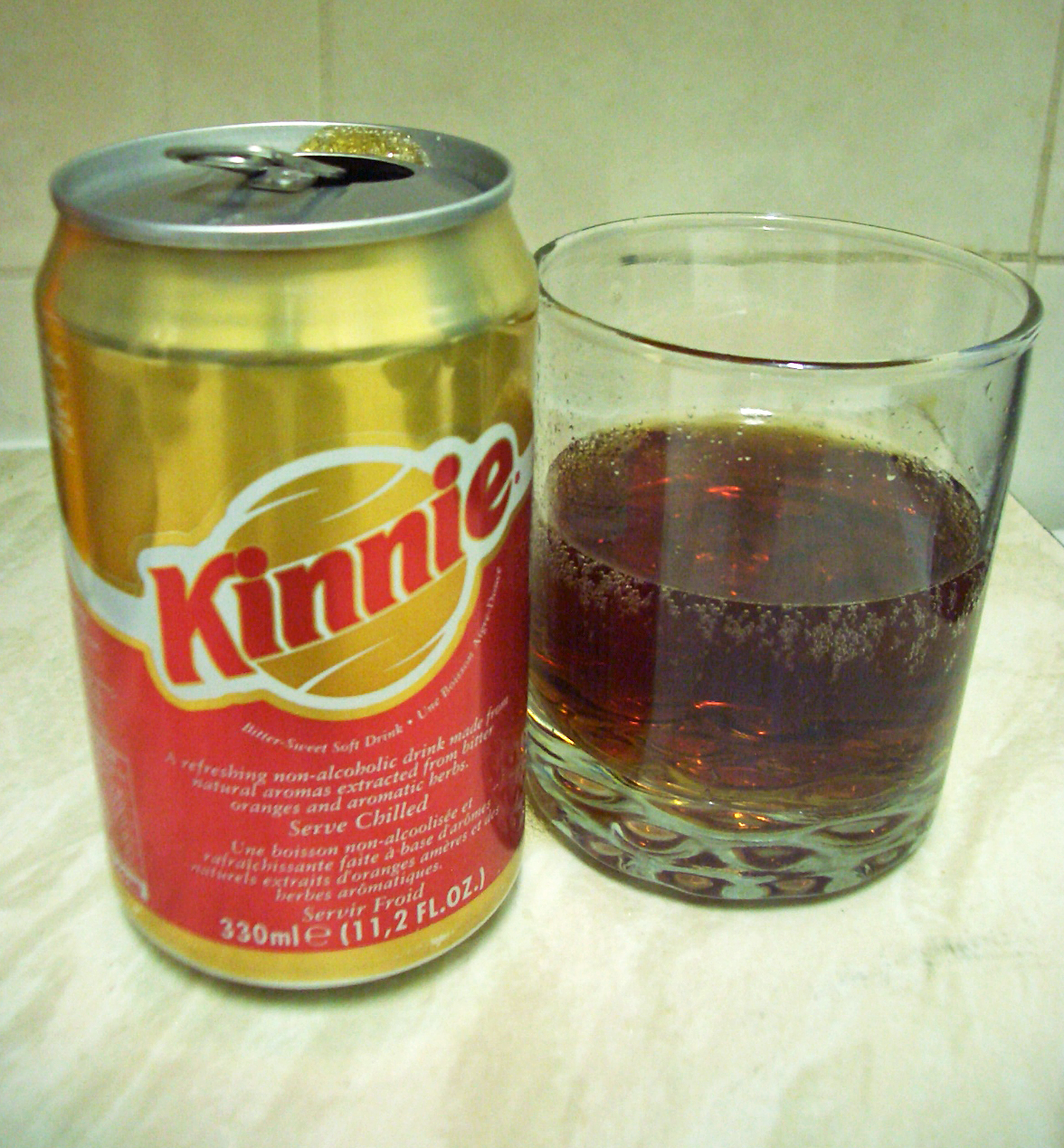
Kinnie

Kinnie is een Maltees frisdrankmerk dat in 1952 werd ontwikkeld door Simonds Farsons Cisk PLC. Het wordt gezien als de nationale drank van Malta.
Deze alcoholvrije koolzuurhoudende drank wordt gemaakt van zure sinaasappelen en kruiden, waaronder absintalsem. De drank heeft een goudbruine kleur. De bittere, citrusachtige smaak kan worden vergeleken met de chinotto-drankjes die men aantreft in Italië.
In 1975 werd Kinnie verkozen tot drank van het jaar door het Franse Comité International d'Action Gastronomique et Touristique en ontving het de L'Epi d'Or de la Qualite' Internationale vanwege haar originaliteit en kwaliteit. Sinds 1984 is ook een lightversie van Kinnie verkrijgbaar. In 2007 werd een nieuwe variant geïntroduceerd: Kinnie Zest. Deze lightvariant heeft  1 calorie per fles en heeft een wat zoetere sinaasappelsmaak. Kinnie wordt sinds 2012 ook in Nederland verkocht.